# 2-Methyl-1-phenyl-2-propylformiat
2-Methyl-1-phenyl-2-propylformiat (auch 1,1-Dimethylphenethylformiat) ist eine organische Verbindung aus der Gruppe der Carbonsäureester. Sie leitet sich von 2-Methyl-1-phenyl-2-propanol und Ameisensäure ab.

## Herstellung
2-Methyl-1-phenyl-2-propylformiat kann durch Veresterung von 2-Methyl-1-phenyl-2-propanol mit Ameisensäure ohne zusätzliches Lösungsmittel mit para-Toluolsulfonsäurechlorid als Katalysator hergestellt werden. Analog gelingt die Reaktion auch mit elementarem Iod als Katalysator. Dieses kann alternativ in situ aus Natriumiodid und Eisen(III)-nitrat-Nonahydrat hergestellt werden. Eine Umesterung mit Ethylformiat gelingt mit Zitronensäuresulfat (aus Zitronensäure und Chlorsulfonsäure) auf Silicagel als Katalysator.

## Eigenschaften
Die Verbindung weist einen kräftigen Geruch nach grünen Blättern beziehungsweise nach Narzissen, Lilien und Jasmin auf.

## Verwendung
2-Methyl-1-phenyl-2-propylformiat ist in der EU unter der FL-Nummer 09.086 als Aromastoff für Lebensmittel zugelassen. Die Reinheit muss dabei mindestens 93 % betragen. Es darf einen Anteil von 5–7 % 2-Methyl-1-phenyl-2-propanol als Nebenkomponente enthalten. Es wird außerdem in geringem Umfang als Duftstoff für Kosmetika und Reinigungsmittel verwendet, die weltweite Verwendungsmenge in diesem Bereich liegt allerdings bei unter 10 Kilogramm pro Jahr.